# Fête nationale espagnole
La fête nationale d'Espagne (anciennement Jour de la Race puis Jour de l'hispanité) est une fête nationale célébrée le 12 octobre en Espagne, en commémoration de la découverte de l'Amérique par les Espagnols en 1492.

## Célébration
La fête nationale d'Espagne (Fiesta Nacional de España en castillan, Festa Nacional d'Espanya en catalan, Festa Nacional de España en galicien, Espainiako Jai Nazionala en basque, Hèsta Nacionau d'Espanha en aranais), anciennement Jour de la Race ou Jour de l'hispanité, commémore la découverte fortuite de l'Amérique par Christophe Colomb pour le compte des Rois catholiques. Elle est célébrée le 12 octobre. Un défilé militaire est notamment organisé à Madrid, devant la famille royale, le gouvernement, les représentants des hautes institutions de l'État et les présidents des communautés autonomes.

## Histoire

### Début de la colonisation européenne des Amériques

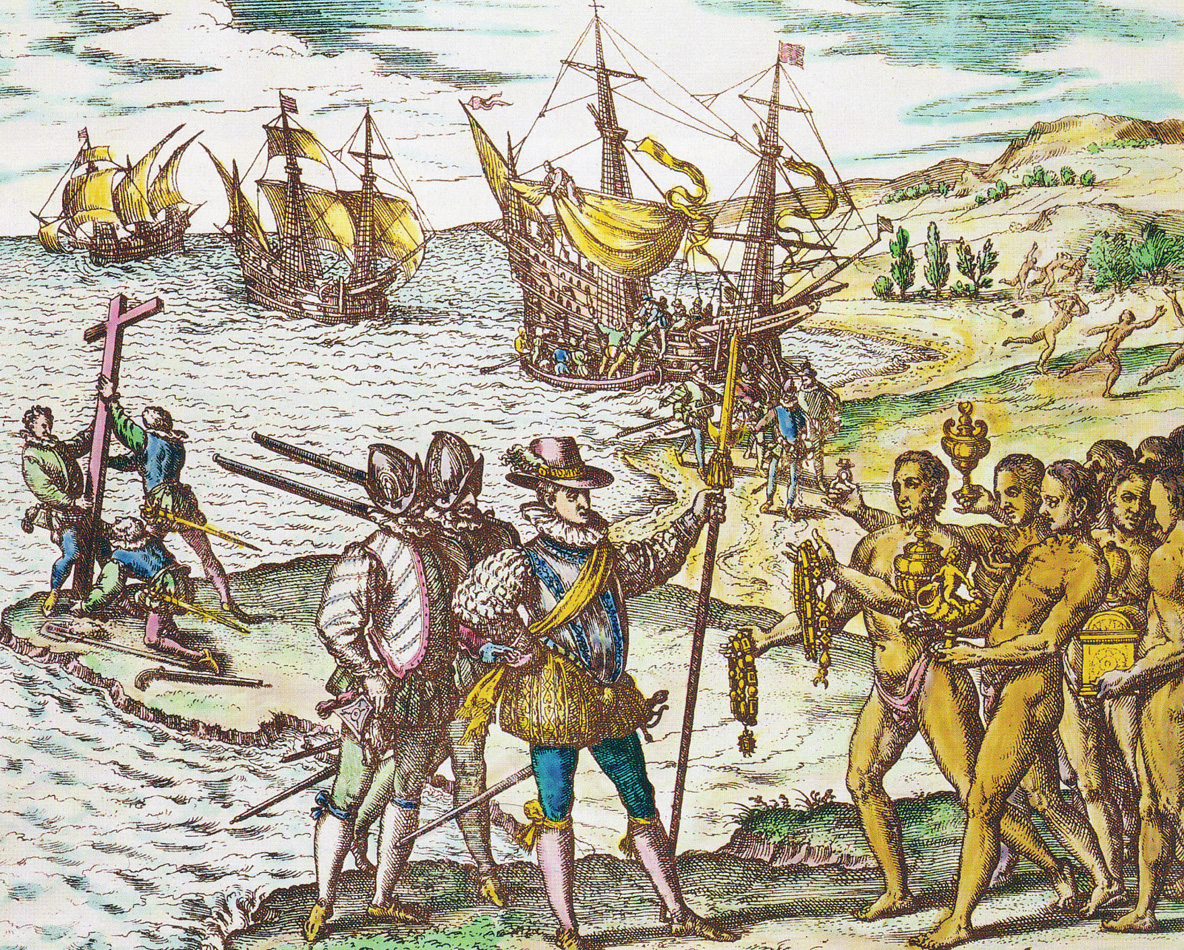
Christophe Colomb prenant possession de l'île de Guanahani pour le comptes des Rois catholiques d'Espagne.

Le 12 octobre 1492, après une longue traversée financée par les Rois catholiques d'Espagne, le Génois Christophe Colomb débarque à Guanahani (actuelle île de San Salvador aux Bahamas). Il pense alors arriver en Inde, raison pour laquelle il appelle « Indiens » les autochtones qu'il rencontre.
S’il n’est pas le premier Européen à mettre le pied en Amérique, ce jour est considéré toutefois comme celui de la découverte de l’Amérique, et il marque le début de l'exploration, de la découverte et de la colonisation de ces terres.

### Fête nationale espagnole (1892-1918)
C’est lors de la célébration des 400 ans de la découverte de l’Amérique en 1892 que le 12 octobre devient par décret royal le jour de fête nationale en Espagne.

### Jour de la Race (1918-1958)

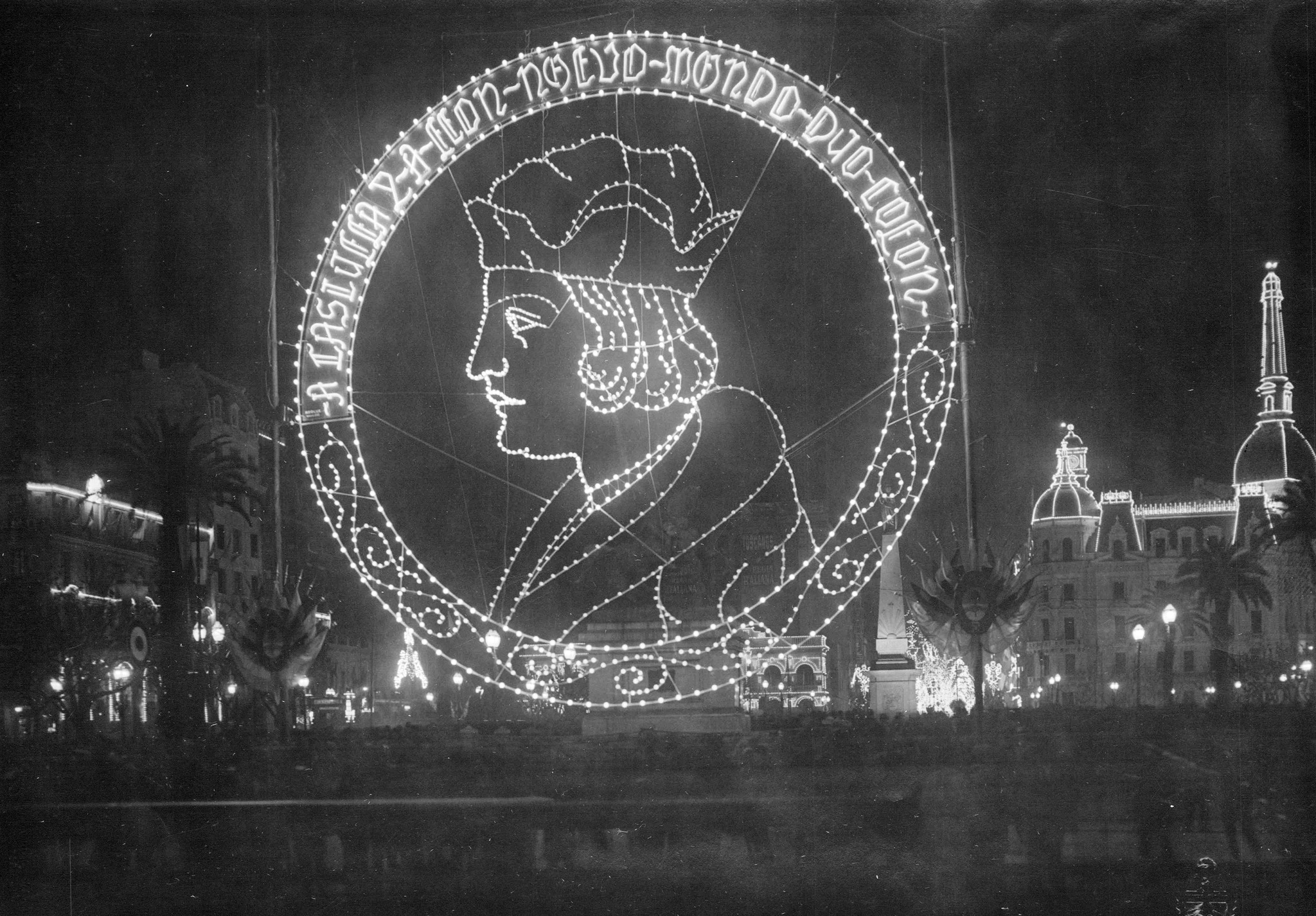
Célébration du Jour de la Race, le 12 octobre 1929, à Buenos Aires.

En 1913, sous l’impulsion de l’Association Ibéro-américaine de Madrid qui voulait unir tous les peuples hispanophones, le 12 octobre prend le nom de « Jour de la Race » (Día de la Raza en castillan). Cette appellation devient officielle par un décret en 1918. Par la suite, la date est instituée comme fête nationale dans plusieurs pays d'Amérique latine.

### Jour de l'hispanité (1958-1981)
En 1926, dans un article publié à Buenos Aires, le prêtre espagnol Zacarías de Vizcarra propose de substituer au mot « race », celui d'« hispanité ».
Le 12 octobre 1935, le député nationaliste et monarchiste espagnol Ramiro de Maeztu célèbre le Jour de l'hispanité à Madrid. Ses idées vont faire partie du socle idéologique des phalangistes, futurs vainqueurs de la Guerre civile d'Espagne.
Finalement, par un décret du 9 janvier 1958, le régime franquiste renomme officiellement le Jour de la Race, Jour de l'Hispanité. Signé par le dictateur Franco, le texte stipule que « compte tenu de l’importance que revêt le 12 octobre pour l’Espagne et tous les peuples de l’Amérique hispanique, le 12 octobre sera Fête nationale, sous le nom de Jour de l’Hispanité ».

### Fête nationale d'Espagne et Jour de l'Hispanité (1981-1987)
En 1981, après la restauration de la démocratie et de la monarchie par l'entrée en vigueur de la Constitution espagnole de 1978, l'arrêté royal 3217/1981, publié dans le premier Bulletin officiel de l'État de l'année 1982, officialise la date du 12 octobre comme « Fête nationale d'Espagne et Jour de l'Hispanité ».

### Suppression de la mention d'hispanité depuis 1987

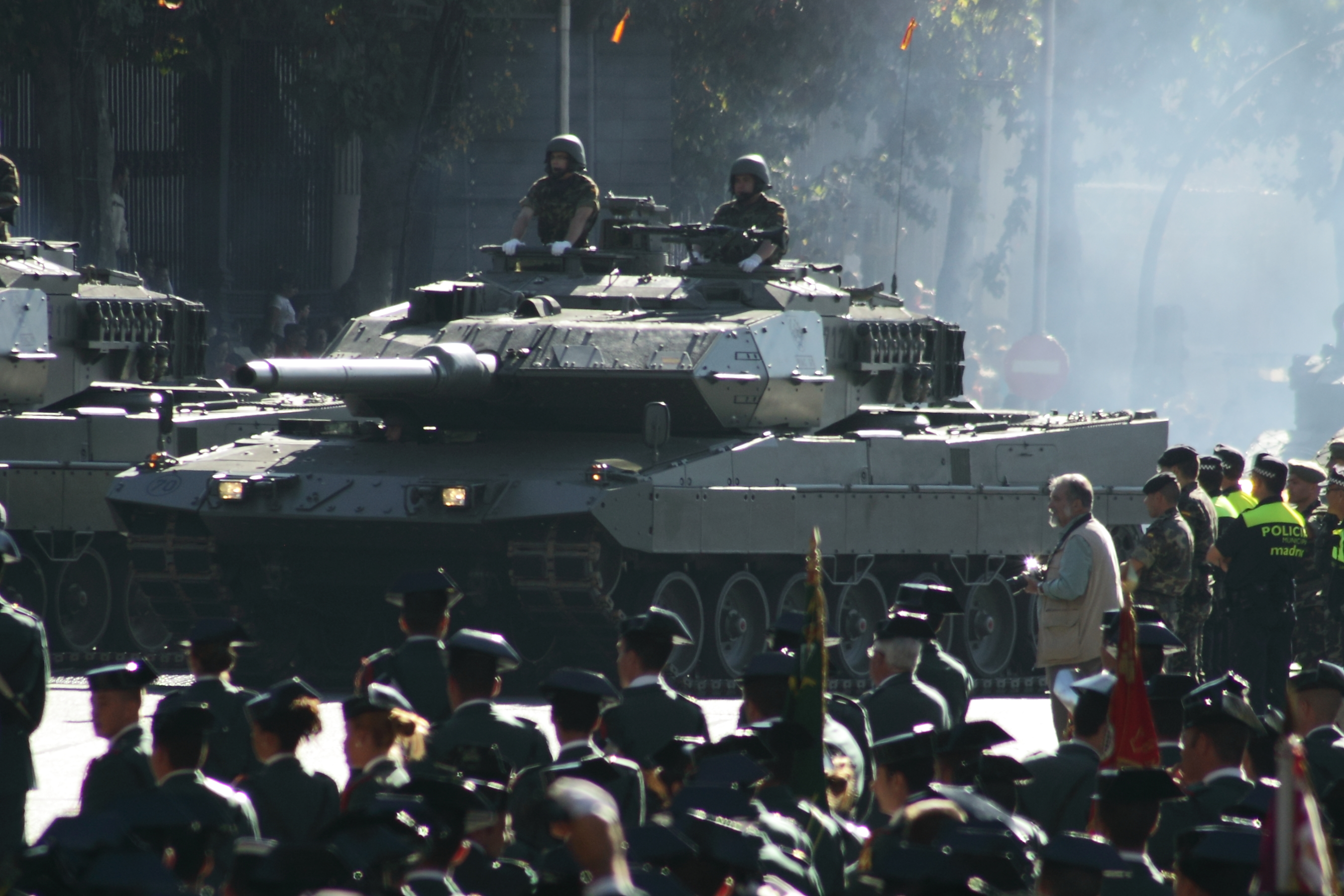
Défilé militaire du 12 octobre 2011 à Madrid.

En 1987, une loi fait disparaître définitivement la mention d’hispanité et celle de race. Le 12 octobre devient alors seulement le « Jour de la Fête nationale d'Espagne ». Malgré tout, l’expression « Jour de l'Hispanité » est restée dans le vocabulaire courant.
Un défilé militaire se déroule traditionnellement à Madrid à l'occasion de la fête nationale.

## Fêtes en Amérique
Le 12 octobre est aussi célébré en Amérique latine, mais sous divers noms. L'expression « Jour de la Race » est de plus en plus critiquée et certains pays ont opté pour une dénomination moins connotée, comme le Mexique, « Jour de la nation pluriculturelle », l’Argentine, « Jour de la Diversité Culturelle Américaine », le Chili, « Jour de la Découverte des Deux Mondes », ou encore le Venezuela, « Jour de la Résistance Indigène ».
Aux États-Unis, le « Columbus Day » ou « Jour de Christophe Colomb » est devenu jour férié fédéral en 1937. Toutefois, Christophe Colomb est désormais souvent considéré comme une des figures du génocide des Amérindiens, raison pour laquelle des dizaines de villes américaines ont remplacé la célébration en octobre par une journée d’hommage aux « peuples indigènes ».

## Journée de la langue espagnole (ONU)
La journée de la langue espagnole est une initiative prise par l’ONU pour célébrer une de ses six langues officielles ; initialement le 12 octobre, cette journée a lieu maintenant le 23 avril, date anniversaire de la mort de Miguel de Cervantes.  
Cette initiative entre dans le cadre de la Journée internationale de la langue maternelle, célébrée chaque année le 21 février. Le but est d’améliorer la prise de conscience et le respect pour l'histoire, la culture et les succès de chacune des six langues officielles au sein de la communauté onusienne. Ces Journées des langues aux Nations unies sont destinées à promouvoir et à fêter le multilinguisme et la diversité culturelle, ainsi que l'égalité de toutes les langues officielles en usage au sein de l'Organisation.

## Critiques du 12 octobre

### Véracité de la date du 12 octobre 1492
L’introduction du calendrier grégorien a commencé en Espagne le 15 octobre 1582, qui fut le lendemain du 4 octobre 1582 : 10 jours ont été supprimés du calendrier, pour compenser un excès d’années bissextiles dans le calendrier julien, dont l'année 1500. Par conséquent, le 12 octobre 1492 (calendrier julien) a pour réel correspondant actuel le 22 octobre (calendrier grégorien).

### Référence coloniale controversée
La commémoration du début de la colonisation européenne des Amériques, et l'hommage rendu à Christophe Colomb, perçu comme un des initiateurs du génocide des Amérindiens, provoquent des réticences autour de cette date commémorative en Espagne. Le porte-parole du parti Podemos, Pablo Iglesias, revendique par exemple de ne pas célébrer le 12 octobre. De même, l'ancienne maire de Barcelone, Ada Colau, considère qu’un « État qui célèbre un génocide devrait avoir honte », et le maire de Cadix d'affirmer : « Nous n’avons jamais découvert l’Amérique, nous avons massacré et soumis un continent et ses cultures au nom de Dieu. Il n’y a rien à célébrer ».